# Jennifer Baltus-Möres
 (février 2017).
Si vous disposez d'ouvrages ou d'articles de référence ou si vous connaissez des sites web de qualité traitant du thème abordé ici, merci de compléter l'article en donnant les références utiles à sa vérifiabilité et en les liant à la section « Notes et références ».
Pour les articles homonymes, voir Baltus.
Jennifer (Jenny) Baltus-Möres, née le 3 mars 1983 à Malmedy, est une femme politique belge germanophone, membre du PFF (MR). 
Elle détient un master en philologie germanique (anglais) (Cologne, 2006) et est agrégée de l'enseignement secondaire (ULg, 2010). Elle fut l'attachée de presse de Berni Collas (2006-10) et la conseillère politique du ministre Bernd Gentges. Elle est professeur dans l'enseignement secondaire (2008-14).

## Carrière politique[1]
- Conseillère communale de Bullange (2006-2012)
- Conseillère communale d'Eupen (2018-)
- 2013-2014 : députée au parlement germanophone en remplacement de Ferdel Schröder, décédé.
- 2014-2019 : députée au parlement wallon 
  - députée au parlement de la Communauté germanophone avec voix consultative (2014-2019)